# Arvo Kuddo
Arvo Kuddo (nascido a 20 de novembro de 1954, em Tartu) é um economista e político estoniano.
De 1990 a 1991 foi Ministro da Assistência Social e de 1991 a 1992 foi Ministro do Trabalho.